# ミリオフィラム・マットグロッセンセ
ミリオフィラム・マットグロッセンセ（学名 Myriophyllum matogrossense）は、アリノトウグサ科に属する水草。種小名は南米ブラジルのマットグロッソ州原産であることに由来している。
葉は4 - 6輪生で、羽根状に細裂している。主な仲間として、レッド・ミリオフィラムや、パロットフェザー等がある。
水槽で育成する際には、20ワットの蛍光管が2 - 4本の光量とCO2添加があれば非常に速い成長を見る事ができる。また、水質に関してはある程度の適応力があり、弱酸性-弱アルカリ性の水質で、育成が可能である。
アクアリウムでは中-後景まで広く用いられる。トリミングをすると複数の脇芽をだし増殖させることが可能である。増やす際にはトリミング以外にも頂芽を石等で抑えた時に出る脇芽を利用する方法もある。